# Boháček Ottokár
Boháček Ottokár (Bohacsek Ottokár) (Sedlec, 1870. január 16. – Budapest, 1937. október 1.) cseh gépészmérnök, a magyar gépgyártás kiváló képviselője. Fia Bohácek Pál gépészmérnök.

## Életpályája
Szülei: Bohácek Pál és Smolik Anna voltak. A prágai Műszaki Főiskola elvégzése után a bécsi Vulkán Gépgyárban dolgozott tervezőmérnökként 1893–1894 között. 1894-ben jött Magyarországra. 1894–1908 között Budapesten a Vulcan Gépgyár tulajdonába került Gutjahr és Müller malomipari gépgyár műszaki fejlesztési mérnöke és szerkesztő mérnöke volt. 1908–1912 között a gyárban a a tervezőiroda vezetője és az üzem főmérnöke volt. 1912–1929 között a vállalat műszaki igazgatója és vezetője volt. 1918–1929 között a Magyar Vasművek és Gépgyárak Országos Egyesülete Szerszámgépipari Szakosztályának elnöke volt. 1929–1934 között a Vulcan Gépgyár bécsi gyárának műszaki igazgatója volt. 42 évig dolgozott a Vulkán Gépgyár Rt.-nél.
Főbb alkotásai a portálmaró, az Erzsébet-híd vasszerkezetének a megmunkálására szükséges gépek. Kb. 250-féle szerszámgép került ki a Vulkán gyárból, köztük az 1924–1925-ben osztrák és szovjet közreműködéssel gyártott egyetemes szerszámgép. Nevéhez fűződik a Bohacek-féle kerítésfonatgép és az elektromágneses tengelykapcsoló. 
Sírja az Óbudai temetőben található (20-1-61/62).

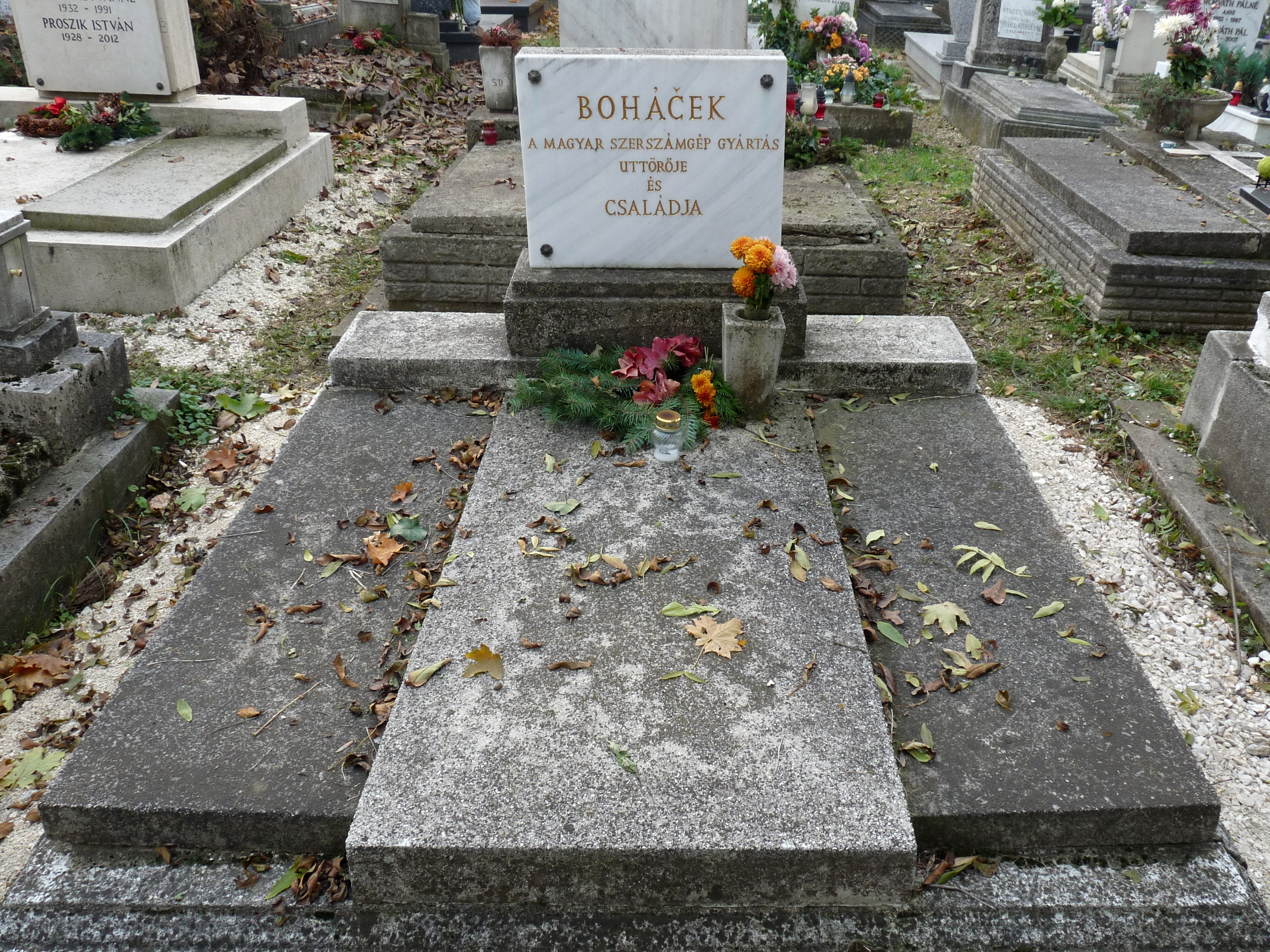
Boháček Ottokár (1870–1937) tervezőmérnök, a magyar szerszámgépgyártás úttörőjének sírja az Óbudai temetőben (20-1-61/62).